# Liste des localités d'Irlande
Cet article concerne l'île dans son ensemble. Pour l'État indépendant, voir Liste des localités de l'État d'Irlande. Pour l'Irlande du Nord, voir Liste des localités d'Irlande du Nord.
Pour une liste des plus grandes localités classées par population, voir Liste des villes d'Irlande.
Cet article est une liste alphabétique des localités de l'île d'Irlande.
Légende :
- Les localités indiquées en italique font partie de l'Irlande du Nord (nation constitutive du Royaume-Uni) ; les autres sont situées dans l'État d'Irlande.
- Les villes de plus de 20 000 habitants sont indiquées en gras.
- Les noms indiqués entre parenthèses sont les noms des comtés où se situent respectivement plusieurs villes irlandaises homonymes.

- Haut – A
- B
- C
- D
- E
- F
- G
- H
- I
- J
- K
- L
- M
- N
- O
- P
- Q
- R
- S
- T
- U
- V
- W
- X
- Y
- Z

## A
- Abbeydorney
- Abbeyfeale
- Abbeyknockmoy
- Abbeylara
- Abbeyleix
- Abbeyshrule
- Abbeyside
- Achill Sound
- Achonry
- Aclare
- Acton
- Adamstown (Dublin)
- Adamstown (Wexford)
- Adare
- Adrigole
- Affane
- Aghaboe
- Aghabullogue
- Aghacommon
- Aghada
- Aghadowey
- Aghadrumsee
- Aghagallon
- Aghalee
- Aghamore
- Agher
- Aglish
- Ahakista
- Ahascragh
- Aherla
- Ahiohill
- Ahoghill
- Aldergrove
- Allen
- Allenwood
- Allihies
- Altamuskin
- Altishane
- Altmore
- Anglesboro
- Annaclone
- Annacotty
- Annacurra
- Annagassan
- Annaghmore
- Annagry
- Annahilt
- Annahugh
- Annalong
- Annamoe
- Annascaul
- Annestown
- Annsborough
- Annyalla
- Antrim
- Ardagh (Limerick)
- Ardagh (Longford)
- Ardara
- Ardboe
- Ardcroney
- Ardee
- Ardfert
- Ardfield
- Ardgarvan
- Ardglass
- Ardgroom
- Ardmore (Londonderry)
- Ardmore (Waterford)
- Ardpatrick
- Ardrahan
- Ardsallis
- Ardstraw
- Arigna
- Arklow
- Arless
- Armagh
- Armoy
- Arney
- Artane
- Arthurstown
- Articlave
- Artigarvan
- Artikelly
- Arvagh
- Ashbourne
- Ashford
- Askeaton
- Askill
- Athboy
- Athea
- Athenry
- Athgarvan
- Athlacca
- Athleague
- Athlone
- Athy
- Atticall
- Attymass
- Attymon
- Aughafatten
- Aughagower
- Augher
- Aughleam
- Aughnacloy
- Aughrim (Galway)
- Aughrim (Wicklow)
- Avoca

## B
- Bailieborough
- Balally
- Balbriggan
- Baldoyle
- Balgriffin
- Balla
- Ballacolla
- Ballaghaderreen
- Ballaghmore
- Ballela
- Ballerin
- Ballickmoyler
- Ballina (Mayo)
- Ballina (Tipperary)
- Ballinaclash
- Ballinacurra
- Ballinadee
- Ballinagar
- Ballinagh
- Ballinaglera
- Ballinagree
- Ballinakill
- Ballinalee
- Ballinamallard
- Ballinamore
- Ballinascarty
- Ballinasloe
- Ballincollig
- Ballindaggin
- Ballinderreen
- Ballindine
- Ballindooley
- Ballineen (Ballineen and Enniskean)
- Ballingarry (Limerick)
- Ballingarry (Tipperary)
- Ballingeary
- Ballingurteen
- Ballinhassig
- Ballinkillin
- Ballinlough
- Ballinode
- Ballinroad
- Ballinrobe
- Ballinskelligs
- Ballinteer
- Ballintemple
- Ballintoy
- Ballintra
- Ballintober
- Ballintogher
- Ballintubber
- Ballsbridge
- Ballysadare
- Ballitore
- Ballivor
- Ballon
- Balloo
- Ballybay
- Ballybeggan
- Ballyboden
- Ballybofey
- Ballybogy
- Ballybough
- Ballybrack
- Ballybrittas
- Ballybrophy
- Ballybunion
- Ballycanew
- Ballycarney
- Ballycarry
- Ballycassidy
- Ballycastle (Antrim)
- Ballycastle (Mayo)
- Ballyclare
- Ballyconnell
- Ballyconneely
- Ballycotton
- Ballycroy
- Ballycullane
- Ballycumber
- Ballydavid
- Ballydehob
- Ballydesmond
- Ballyduff (Kerry)
- Ballyduff (Waterford)
- Ballyduff (Wexford)
- Ballyeaston
- Ballyedmond
- Ballyfarnon
- Ballyfermot
- Ballyferriter
- Ballyfin
- Ballyforan
- Ballygalley
- Ballygarrett
- Ballygarvan
- Ballygawley (Sligo)
- Ballygawley (Tyrone)
- Ballygowan
- Ballyhack
- Ballyhaise
- Ballyhalbert
- Ballyhale
- Ballyhaunis
- Ballyhea
- Ballyheigue
- Ballyhide
- Ballyhornan
- Ballyhuppahane
- Ballyjamesduff
- Ballykeeran
- Ballykelly
- Ballykinler
- Ballyknockan
- Ballylanders
- Ballylaneen
- Ballyleague
- Ballylesson
- Ballylickey
- Ballyliffin
- Ballylinney
- Ballylongford
- Ballylooby
- Ballylinan
- Ballymacmaine
- Ballymacnab
- Ballymacward
- Ballymagauran
- Ballymagorry
- Ballymaguigan
- Ballymahon
- Ballymakeera
- Ballymartin
- Ballymascanlan
- Ballymena
- Ballymoe
- Ballymoney
- Ballymore (Cork)
- Ballymore (Westmeath)
- Ballymore Eustace
- Ballymote
- Ballymount
- Ballymun
- Ballymurphy
- Ballynacally
- Ballynacargy
- Ballynacregga
- Ballynahinch (Galway)
- Ballynahinch (Down)
- Ballynahown
- Ballynanty
- Ballynure
- Ballyogan
- Ballyporeen
- Ballyragget
- Ballyrashane
- Ballyroan
- Ballyrobert
- Ballyronan
- Ballyrory
- Ballysaggart
- Ballyscullion
- Ballyshannon
- Ballyskeagh
- Ballysloe
- Ballystrudder
- Ballyvaughan
- Ballyvourney
- Ballyvoy
- Ballywalter
- Ballywilliam
- Balnamore
- Balscaddan
- Baltimore
- Baltinglass
- Banagher (Londonderry)
- Banagher (Offaly)
- Banbridge
- Bandon
- Bangor
- Bangor Erris
- Bannfoot
- Bannow
- Bansha
- Banteer
- Bantry
- Barefield
- Barleycove
- Barna
- Barnane
- Barndarrig
- Barrowhouse
- Batterstown
- Bawnboy
- Bayside
- Bealadangan
- Bective
- Bekan
- Belcarra (Irlande)
- Belclare
- Belcoo
- Belderrig
- Belfast
- Belfield
- Bellaghy
- Bellanagare
- Bellanaleck
- Bellanamullia
- Bellarena
- Bellavary
- Belleek
- Belleeks
- Bellewstown
- Belmullet
- Belturbet
- Belvelly
- Benburb
- Bendooragh
- Bennettsbridge
- Beragh
- Bessbrook
- Bettystown
- Binghamstown
- Birdhill
- Birr
- Blacklion
- Blackrock (Dublin)
- Blackrock (Cork)
- Blackrock (Louth)
- Blackskull
- Blackwater
- Blackwatertown
- Blanchardstown
- Blaney
- Blarney
- Bleary
- Blennerville
- Blessington
- Blue Ball
- Boherbue
- Boho
- Bohola
- Bonniconlon
- Boolavogue
- Booterstown
- Borris
- Borris-in-Ossory
- Borrisokane
- Borrisoleigh
- Boston
- Bouladuff
- Boyerstown
- Boyle
- Brackaville
- Bracknagh
- Brandon
- Bray
- Bready
- Breaffy
- Bree
- Brickens
- Bridgend
- Bridgetown
- Brittas
- Broadford (Clare)
- Broadford (Limerick)
- Broadstone
- Broadway
- Brockagh
- Brookeborough
- Broomhill
- Brosna (Kerry)
- Brosna (Offaly)
- Broughshane
- Bruckless
- Bruff
- Bryansford
- Buckna
- Buckode
- Bullaun
- Bunacurry
- Bunbeg
- Buncrana
- Bunclody-Carrickduff
- Bundoran
- Bunmahon
- Bunnanadden
- Bunratty
- Burnfoot (Donegal)
- Burnfoot (Londonderry)
- Burren
- Burtonport
- Bushmills
- Butlersbridge
- Buttevant

## C
- Cabinteely
- Cabra
- Cadamstown
- Caherconlish
- Caherdaniel
- Cahersiveen
- Cahir
- Cahiracon
- Caledon
- Callan
- Caltra
- Calverstown
- Camlough
- Camp
- Campile
- Campsie
- Camus
- Canningstown
- Capecastle
- Cappagh (Limerick)
- Cappagh (Tyrone)
- Cappamore
- Caragh
- Cargan
- Carlingford
- Carlow
- Carnalbanagh
- Carnaross
- Carncastle
- Carndonagh
- Carnlough
- Carnteel
- Carran
- Carraroe
- Carrick
- Carrickaness
- Carrickbeg
- Carrickfergus
- Carrickmacross
- Carrickmines
- Carrickmore
- Carrick-on-Shannon
- Carrick-on-Suir
- Carrigadrohid
- Carrigaholt
- Carrigaline
- Carrigallen
- Carriganimmy
- Carrigans
- Carrigart
- Carrigeen
- Carrigtwohill
- Carrowclare
- Carrowdore
- Carrowteige
- Carrybridge
- Carryduff
- Cashel
- Casla
- Castlebaldwin
- Castlebar
- Castlebellingham
- Castleblakeney
- Castleblayney
- Castlebridge
- Castlecaulfield
- Castlecomer
- Castleconnell
- Castlecove
- Castledaly
- Castledawson
- Castlederg
- Castledermot
- Castlefin
- Castlegregory
- Castlehill
- Castleiney
- Castleisland
- Castleknock
- Castlelyons
- Castlemaine
- Castlemartyr
- Castleplunket
- Castlepollard
- Castlerea
- Castlerock
- Castleshane
- Castletown
- Castletownbere
- Castletown-Geoghegan
- Castletown-Kinneigh
- Castletownroche
- Castletownshend
- Castletroy
- Castlewellan
- Causeway
- Cavan
- Celbridge
- Chapelizod
- Chapeltown
- Charlemont
- Charlestown
- Charleville
- Cheekpoint
- Cherrywood
- Churchill
- Churchtown (Cork)
- Churchtown (Dublin)
- Cill Ghallagáin
- Citywest
- Clabby
- Claddaghduff
- Clady (Londonderry)
- Clady (Tyrone)
- Cladymore
- Clanabogan
- Clane
- Clara
- Clarecastle
- Clareen
- Claregalway
- Claremorris
- Clarina
- Clashmore
- Claudy
- Cleariestown
- Cleggan
- Clifden
- Clogh (Antrim)
- Clogh (Wexford)
- Cloghan (Donegal)
- Cloghan (Offaly)
- Cloghane
- Clogheen
- Clogher
- Clogherhead
- Cloghroe
- Cloghy
- Clohamon
- Clonaghadoo
- Clonakilty
- Clonbur
- Clondalkin
- Clondrohid
- Clonee
- Clonegal
- Clones
- Clonfert
- Clonlara
- Clonliffe
- Clonmacnoise
- Clonmany
- Clonmel
- Clonmellon
- Clonmore (Armagh)
- Clonmore (Carlow)
- Clonmore (Tipperary)
- Clonony
- Clonoulty
- Clonroche
- Clonsilla
- Clonskeagh
- Clontarf
- Clontibret
- Cloonacool
- Cloonbonniffe
- Cloondara
- Cloone
- Cloonfad
- Cloonfush
- Clough
- Cloughduv
- Cloughjordan
- Cloughmills
- Cloughoge
- Cloonanaha
- Cloyne
- Coachford
- Coagh
- Coalisland
- Cobh
- Cogry-Kilbride
- Coill Dubh
- Colehill
- Coleraine
- Collegeland
- Collinstown
- Collon
- Collooney
- Comber
- Cong
- Conlig
- Conna
- Convoy
- Cookstown
- Coolafancy
- Coolaney
- Coolboy
- Coolderry
- Coolgreany
- Coolkenno
- Coolmine
- Coolock
- Coolrain
- Coonagh
- Cooraclare
- Cootehall
- Cootehill
- Corbet
- Corduff
- Cork
- Corkey
- Corlough
- Cornafulla
- Cornamona
- Cornelscourt
- Corofin (Clare)
- Corofin (Galway)
- Corrinshego
- Corroy
- Courtmacsherry
- Courtown
- Craanford
- Craigarogan
- Craigavon
- Cranagh
- Cranford
- Cratloe
- Craughwell
- Crawfordsburn
- Creagh
- Crecora
- Cree
- Creggan
- Cregganbaun
- Creggs
- Crettyard
- Croagh
- Croghan
- Crolly
- Crookhaven
- Crookstown (Cork)
- Crookstown (Kildare)
- Croom
- Cross
- Crossabeg
- Crossbarry
- Crossdoney
- Crossgar
- Crosshaven
- Crossmaglen
- Crossmolina
- Crumlin (Antrim)
- Crumlin (Dublin)
- Cúil Aodha
- Culdaff
- Cullaville
- Cullen (Cork)
- Cullen (Tipperary)
- Cullenstown
- Cullohill
- Cullybackey
- Cullyhanna
- Culmore
- Culnady
- Curracloe
- Curraghboy
- Curran
- Currans
- Currow
- Cushendall
- Cushendun
- Cushina
- Cushinstown

## D
- Daingean
- Dalkey
- Daly's Cross
- Darkley
- Dartry
- Deansgrange
- Delphi
- Delvin
- Derrew
- Derrinturn
- Derrybeg
- Derrybrien
- Derrycrin
- Derrygonnelly
- Derryhale
- Derrykeighan
- Derrylin
- Derrymacash
- Derrymore
- Derrynaflaw
- Derrynane
- Derrynoose
- Derrytrasna
- Derryvore
- Dervock
- Desertmartin
- Dingle
- Doagh
- Dolla
- Dollingstown
- Dollymount
- Dolphin's Barn
- Donabate
- Donagh
- Donaghadee
- Donaghcloney
- Donaghey
- Donaghmede
- Donaghmore (Laois)
- Donaghmore (Tyrone)
- Donegal
- Donegore
- Donemana
- Doneraile
- Donnybrook
- Donnycarney
- Doochary
- Dooega
- Doohoma
- Dooish
- Doolin
- Doon (Limerick)
- Doon (Offaly)
- Doonaha
- Doonbeg
- Dooniver
- Dorsey
- Douglas
- Douglas Bridge
- Downhill
- Downings (en)
- Downpatrick
- Dowra
- Draperstown
- Drimnagh
- Drimoleague
- Drains Bay
- Dripsey
- Drinagh
- Drogheda
- Dromahair
- Dromahane
- Dromara
- Dromcolliher
- Dromineer
- Dromintee
- Dromiskin
- Dromod
- Dromore (Down)
- Dromore (Tyrone)
- Dromore West
- Drum (Monaghan)
- Drum (Roscommon)
- Drumaness
- Drumbeg
- Drumbo
- Drumcliff
- Drumcondra
- Drumkeeran
- Drumlaghy
- Drumlish
- Drumlough (Hillsborough, Down)
- Drumlough (Rathfriland, Down)
- Drummin
- Drummullan
- Drumnacanvy
- Drumnakilly
- Drumquin
- Drumraighland
- Drumraney
- Drumshanbo
- Drumsna
- Drumsurn
- Duagh
- Dualla
- Dublin
- Duhallow
- Duleek
- Dunadry
- Dunboyne
- Duncannon
- Dún Chaoin
- Duncormick
- Dundalk
- Dunderrow
- Dundonald
- Dundrod
- Dundrum (Down)
- Dundrum (Dublin)
- Dundrum (Tipperary)
- Dunfanaghy
- Dungannon
- Dungarvan (Kilkenny)
- Dungarvan (Waterford)
- Dungiven
- Dungloe
- Dungourney
- Dunkineely
- Dún Laoghaire
- Dunlavin
- Dunleer
- Dunloy
- Dunmanway
- Dunmore
- Dunmore East
- Dunmurry
- Dunnamore
- Dunnaval
- Dunseverick
- Dunshaughlin
- Durrow (Laois)
- Durrow (Offaly)
- Durrus
- Dysart

## E
- Eadestown
- Easky
- East Wall
- Edenaveys
- Edenderry (Down)
- Edenderry (Offaly)
- Edenderry (Tyrone)
- Ederney
- Edgeworthstown
- Effin
- Eglinton
- Eglish
- Elphin
- Emly
- Emo
- Emyvale
- Enfield
- Ennis
- Enniscrone
- Enniscorthy
- Enniskean (Ballineen and Enniskean)
- Enniskerry
- Enniskillen
- Ennistymon
- Erganagh
- Errew
- Errill
- Eskra
- Eyeries
- Eyrecourt

## F
- Fahamore
- Fahan
- Falcarragh
- Fanore
- Farranfore
- Feakle
- Fedamore
- Feenagh
- Feeny
- Fenagh
- Fennagh
- Feothanach
- Ferbane
- Fenit
- Fermoy
- Ferns
- Fethard
- Fethard-on-Sea
- Fiddown
- Firies
- Finglas (en)
- Finnea
- Fintona
- Fintown
- Finuge
- Finvoy
- Firhouse
- Fivemiletown
- Flagmount
- Florencecourt
- Foreglen
- Forkhill
- Fossa
- Foulkesmill
- Fountainstown
- Foxford
- Foxrock
- Foynes
- Frenchpark
- Freshford
- Frosses
- Furbo

## G
- Galbally (Limerick)
- Galbally (Tyrone)
- Galmoy
- Galway
- Gamblestown
- Gaoth Dobhair
- Garrafrauns
- Garrienderk (Effin)
- Garrison
- Garristown
- Garryspillane
- Garvagh
- Garvaghey
- Garvetagh
- Gawley's Gate
- Geevagh
- Gibson's Hill
- Gilford
- Gillygooly
- Glack
- Glandore
- Glangevlin
- Glanmire
- Glanworth
- Glasheen
- Glaslough
- Glasnevin
- Glassan
- Glasthule
- Gleann Cholm Cille
- Glebe
- Glen
- Glenageary
- Glenamaddy
- Glenamoy
- Glenarm
- Glenavy
- Glenbrook
- Glencull
- Glencullen (Dublin)
- Glencullen (Mayo)
- Glenealy
- Glenfarne
- Glengad
- Glengarriff
- Glengormley
- Glenhest
- Glenmornan
- Glenoe
- Glenone
- Glenties
- Glin
- Glinsk (Galway)
- Glinsk (Mayo)
- Glounthaune
- Glynn
- Gneeveguilla
- Goatstown
- Golden
- Goleen
- Goresbridge
- Gorey
- Gormanston
- Gort
- Gortaclare
- Gortahork
- Gorteen
- Gortin
- Gortnahey
- Gortnahoe
- Gortnavern
- Goshedan
- Gougane Barra
- Goulane
- Gowran
- Gracehill
- Graiguenamanagh
- Granard
- Grange (Sligo)
- Grange (Tipperary)
- Grange (Waterford)
- Grangecon
- Grange Corner
- Granville
- Greenan
- Greencastle (Donegal)
- Greencastle (Tyrone)
- Greenisland
- Greenore
- Grenagh
- Greyabbey
- Greysteel
- Greystones
- Groggan
- Groomsport
- Gulladuff
- Gurteen
- Gurranabraher
- Gweesalia

## H
- Hacketstown
- Halfpenny Gate
- Halfway
- Hamiltonsbawn
- Harold's Cross
- Headford
- Helen's Bay
- Herbertstown
- Hillhall
- Hillsborough
- Hilltown
- Hollyford
- Hollyfort
- Hollymount
- Hollywood
- Holycross
- Holywell
- Holywood
- Horse and Jockey
- Hospital
- Howth
- Hugginstown
- Hurlers Cross

## I
- Inagh
- Inch (Clare)
- Inch (Wexford)
- Inchicore
- Indreabhán
- Inishrush
- Inistioge
- Innishannon
- Inniskeen
- Inver
- Irishtown (Dublin)
- Irishtown (Mayo)
- Irvinestown
- Islandeady
- Islandmagee
- Ivarstown

## J
- Jamestown
- Jenkinstown
- Jenkinstown Park
- Jerrettspass
- Johnstown (Kildare)
- Johnstown (Kilkenny)
- Johnstown (Meath)
- Johnstownbridge
- Jonesborough
- Jordanstown
- Julianstown

## K
- Kanturk
- Katesbridge
- Keadue
- Keady
- Kealkill
- Keel
- Keenagh
- Kells
- Kells and Connor
- Kellswater
- Kenmare
- Kerrykeel
- Kesh
- Keshbridge
- Keshcarrigan
- Kilbarrack
- Kilbaha
- Kilbeggan
- Kilbehenny
- Kilberry
- Kilbricken
- Kilbrin
- Kilbrittain
- Kilcar
- Kilclooney
- Kilcock
- Kilcogy
- Kilcolgan
- Kilconly
- Kilcoo
- Kilcoole
- Kilconnell
- Kilcormac
- Kilcorney
- Kilcrohane
- Kilcullane
- Kilcullen
- Kilcurl
- Kildangan
- Kildare
- Kildavin
- Kildimo
- Kildorrery
- Kildress
- Kildysart
- Kilfenora
- Kilfinane
- Kilflynn
- Kilgarvan
- Kilglass
- Kilkea
- Kilkee
- Kilkeel
- Kilkelly
- Kilkenny
- Kilkerrin
- Kilkieran
- Kill
- Killadeas
- Kildysart
- Killala
- Killaloe
- Killaloo
- Killanne
- Killarga
- Killarney
- Killashee
- Killavullen
- Killay
- Killea (Donegal)
- Killea (Tipperary)
- Killead
- Killeen
- Killeigh
- Killen
- Killenaule
- Killeshandra
- Killeshin
- Killeter
- Killimordaly
- Killinaspick
- Killinchy
- Killiney
- Killinierin
- Killorglin
- Killough
- Killowen
- Killucan and Rathwire
- Killurin
- Killylea
- Killyleagh
- Killyman
- Killywool
- Kilmainhamwood
- Kilmacanogue
- Kilmacduagh
- Kilmacow
- Kilmacthomas
- Kilmaine
- Kilmaley
- Kilmallock
- Kilmead
- Kilmeadan
- Kilmeage
- Kilmeedy
- Kilmeena
- Kilmessan
- Kilmichael
- Kilmihil
- Kilmore (Armagh)
- Kilmore (Down)
- Kilmore (Wexford)
- Kilmore Quay
- Kilmoyley
- Kilmuckridge
- Kilnaboy
- Kilnaleck
- Kilnamartyra
- Kilpedder
- Kilquade
- Kilrea
- Kilronan
- Kilrossanty
- Kilrush
- Kilshanchoe
- Kilshanny
- Kilskeer
- Kilskeery
- Kiltale
- Kiltartan
- Kiltealy
- Kilteel
- Kilteely-Dromkeen
- Kiltegan
- Kilternan
- Kiltimagh
- Kiltormer
- Kiltyclogher
- Killumney
- Kilworth
- Kinallen
- Kinawley
- Kincasslagh
- Kingscourt
- Kinlough
- Kinnegad
- Kinnitty
- Kinsale
- Kinvara
- Kircubbin
- Knightstown
- Knock (Clare)
- Knock (Mayo)
- Knockadalteen
- Knockaderry
- Knockananna
- Knockanore
- Knockbridge
- Knockcroghery
- Knockloughrim
- Knocklyon
- Knockmoyle
- Knocknacarry
- Knocknagoshel
- Knocknagree
- Knocknahur
- Knockraha
- Knocktopher

## L
- Labasheeda
- Lack
- Lackagh
- Lacken
- Laghy
- Lahardane
- Lahinch
- Lambeg
- Landahaussy
- Lanesborough-Ballyleague
- Laragh (Cavan)
- Laragh (Wicklow)
- Largy
- Largydonnell
- Larne
- Lattin
- Laurelvale
- Lawrencetown (Down)
- Lawrencetown (Galway)
- Laytown
- Leabgarrow
- Leap
- Lecanvey
- Lecarrow
- Leenaun
- Leighlinbridge
- Leitrim (Down)
- Leitrim (Leitrim)
- Leixlip
- Lemybrien
- Letterbreen
- Letterfrack
- Letterkenny
- Lettermacaward
- Lettermore
- Lettermullen
- Lettershandoney
- Lifford
- Limavady
- Limerick
- Lisbellaw
- Lisburn
- Liscannor
- Liscarroll
- Lisdoonvarna
- Lisgoold
- Lislea
- Lismire
- Lismore
- Lispole
- Lisronagh
- Lisryan
- Lisnadill
- Lisnarick
- Lisnaskea
- Listooder
- Lisselton
- Lissycasey
- Listowel
- Littleton
- Lixnaw
- Loch an Iúir
- Lombardstown
- Londonderry/Derry
- Longford
- Longwood
- Lorrha
- Loughbrickland
- Loughgall
- Loughgilly
- Loughglinn
- Loughguile
- Loughinisland
- Loughlinstown
- Loughmacrory
- Loughmore
- Loughrea
- Loughshinny
- Louisburgh
- Loup
- Louth
- Lower Ballinderry
- Lucan
- Lullymore
- Lurgan
- Lurganare
- Lurganure
- Lurganville
- Lusk
- Lyre

## M
- Maam Cross
- Macken
- Macosquin
- Macroom
- Madden
- Maghaberry
- Maghera
- Magheraconluce
- Magherafelt
- Magheralin
- Magheramason
- Magheramorne
- Magheraveely
- Machaire Rabhartaigh
- Maghery
- Maguiresbridge
- Mahon Bridge
- Mahoonagh
- Malahide
- Malin
- Mallow
- Mallusk (Newtownabbey)
- Manorhamilton
- Markethill
- Marlfield
- Martinstown
- Maum
- Maydown
- Mayfield
- Maynooth
- Mayo Abbey
- Mayobridge
- Mazetown
- Meelick (Clare)
- Meelick (Mayo)
- Meelin
- Meenagolan
- Meigh
- Menlo
- Merrion
- Middletown
- Midfield
- Midleton
- Milestone
- Milford
- Milford (Cork)
- Milford (Donegal)
- Millbank
- Mill Bay
- Millisle
- Millstreet
- Milltown (Antrim)
- Milltown (Dublin)
- Milltown (Galway)
- Milltown (Kerry)
- Milltown (Kildare)
- Milltownpass
- Milltown Malbay
- Minane Bridge
- Mitchelstown
- Moate
- Mohill
- Moira
- Monageer
- Monaghan
- Monamolin
- Monaseed
- Monasteraden
- Monasterevin
- Monea
- Moneenroe
- Moneygall
- Moneyglass
- Moneymore
- Moneyneany
- Moneyreagh
- Moneyslane
- Monkstown (Cork)
- Monkstown (Dublin)
- Monteith
- Montenotte
- Montpelier
- Mooncoin
- Moone
- Moortown
- Moss-Side
- Mothel
- Mountbellew
- Mountcharles
- Mountcollins
- Mountfield
- Mountjoy (Brockagh)
- Mounthill
- Mountmellick
- Mountnorris
- Mountnugent
- Mountrath
- Mountshannon
- Mount Temple
- Moville
- Moy
- Moycarkey
- Moycullen
- Moydow
- Moygashel
- Moygownagh
- Moylough
- Moynalty
- Moyvane
- Moyvoughly
- Muff
- Muine Bheag
- Mulhuddart
- Mulhussey
- Mullagh (Cavan)
- Mullagh (Clare)
- Mullaghbawn
- Mullaghboy
- Mullaghbrack
- Mullaghglass
- Mullaghmore
- Mullinahone
- Mullinavat
- Mullingar
- Mulranny
- Multyfarnham
- Murroe
- Murroogh
- Murrintown
- Murrisk
- Myrtleville
- Myshall

## N
- Naas
- Nad
- Narin
- Narraghmore
- Naul
- Navan
- Neale
- Nenagh
- Newbawn
- New Birmingham
- Newbliss
- Newbridge (Galway)
- Newbridge (Kildare)
- Newbuildings
- Newcastle (Down)
- Newcastle (Dublin)
- Newcastle (Wicklow)
- Newcastle West
- Newcestown
- New Inn (Galway)
- New Inn (Laois)
- New Inn (Tipperary)
- Newmarket
- Newmarket-on-Fergus
- Newmills
- Newport
- New Ross
- Newry
- Newtown (Laois)
- Newtown (Tipperary)
- Newtownabbey
- Newtownards
- Newtownbutler
- Newtowncashel
- Newtowncloghoge
- Newtown Crommelin
- Newtown Cunningham
- Newtownforbes
- Newtowngore
- Newtownhamilton
- Newtownmountkennedy
- Newtownstewart
- Ninemilehouse
- Nixon's Corner
- Nobber
- Nohoval
- North Wall
- Nurney (Carlow)
- Nurney (Kildare)

## O
- O'Brien's Bridge
- O'Callaghans Mills
- Ogonnelloe
- Oylegate
- Old Leighlin
- Oldcastle
- Oldtown
- Old Town
- Omagh
- Omeath
- Ongar
- Oola
- Oranmore
- Oughterard
- Oulart
- Ovens
- Owenbeg
- Oxmantown
- Oysterhaven

## P
- Palatine
- Pallasgreen
- Pallaskenry
- Palmerstown
- Park
- Parkgate
- Parteen
- Partry
- Passage East
- Passage West
- Patrickswell
- Paulstown
- Perrystown
- Pettigo
- Piltown
- Plumbridge
- Pollagh
- Pomeroy
- Pontoon
- Portadown
- Portaferry
- Portarlington
- Portavogie
- Portballintrae
- Portbraddon
- Portglenone
- Portlaoise
- Portlaw
- Portmagee
- Portmarnock
- Portnablagh
- Portrane
- Portroe
- Portrush
- Portstewart
- Portumna
- Poulaphouca
- Poulpeasty
- Poyntzpass
- Prosperous
- Puckane

## Q
- Quigley's Point
- Quilty
- Quin

## R
- Rahara
- Raharney
- Raheen (Laois)
- Raheen (Limerick)
- Raheen (Wexford)
- Raheny
- Randalstown
- Ranelagh
- Ranafast
- Raphoe
- Rasharkin
- Rathangan (Kildare)
- Rathangan (Wexford)
- Rathcabbin
- Ráth Cairn
- Rathcoffey
- Rathconrath
- Rathcoole
- Rathcormac
- Rathdowney
- Rathfarnham
- Rathfriland
- Rathgar
- Rathgormack
- Rathkeale
- Ráth Maoláin
- Ráth Mealtain
- Rathmines
- Rathmolyon
- Rathmore
- Rathnaconeen
- Rathnew
- Rathnure
- Rathowen
- Rathvilly
- Ratoath
- Ravernet
- Rearcross
- Recess
- Redcastle
- Redcross
- Redhouse
- Redhills
- Rerrin
- Renmore
- Rialto
- Richhill
- Ring
- Ringaskiddy
- Ringsend (Dublin)
- Ringsend (Londonderry)
- Riverchapel
- Riverstick
- Riverstown (Sligo)
- Riverstown (Tipperary/Offaly)
- Robertstown
- Rochfortbridge
- Rochestown
- Rock
- Rockchapel
- Rockcorry
- Rockmills
- Rolestown
- Roosky
- Rosbercon
- Roscommon
- Roscrea
- Rosegreen
- Rosemount
- Rosenallis
- Roslevan
- Ros Muc
- Rossaveal
- Rosscarbery
- Rosses Point
- Rossinver
- Rosslare Harbour
- Rosslare Strand
- Rosslea
- Rossnowlagh
- Rossport
- Rostrevor
- Roughfort
- Roundstone
- Roundwood
- Rousky
- Royal Oak
- Ruan
- Rush
- Rushbrooke
- Rylane

## S
- Saggart
- Sáile
- Saintfield
- Sallins
- Sallybrook
- Sallynoggin
- Salthill
- Saltmills
- Sandholes
- Sandpit
- Sandycove
- Sandyford
- Sandymount
- Santry
- Scarnagh
- Scarriff
- Scartaglen
- Scarva
- Scotch Street
- Scraggane
- Schull
- Scotshouse
- Scotstown
- Screeb
- Seaforde
- Seskinore
- Shanagarry
- Shanahoe
- Shanagolden
- Shanbally
- Shanballymore
- Shankill
- Shanmaghery
- Shannonbridge
- Shannon Harbour
- Shannon
- Shanvey
- Sheeaun
- Sheeptown
- Shercock
- Sheriff Street
- Shinrone
- Shrigley
- Shrule
- Silverbridge
- Silvermines
- Sion Mills
- Sixmilebridge
- Sixmilecross
- Skea
- Skehana
- Skerries
- Skibbereen
- Skreen
- Skryne
- Slane
- Sligo
- Smithborough
- Sneem
- Sooey
- Spa
- Spamount
- Spanish Point
- An Spidéal
- Spink
- Springfield
- Stewartstown
- Stamullen
- Staplestown
- Stepaside
- Stillorgan
- St Johnston
- St Mullin's
- Stonetown
- Stoneybatter
- Stoneyford
- Strabane
- Stradbally
- Strade
- Stradone
- Straffan
- Straid
- Straidarran
- Strangford
- Stranocum
- Stranorlar
- Stratford-on-Slaney
- Strathfoyle
- Straw
- Streamstown
- Strokestown
- Summerhill
- Suncroft
- Sutton
- Swanlinbar
- Swatragh
- Swinford
- Swords

## T
- Tacumshane
- Taghmaconnell
- Taghmon
- Taghshinny
- Tallaght
- Tallow
- Tamlaght (Fermanagh)
- Tamlaght (Londonderry)
- Tamnamore
- Tandragee
- Tang
- Tarbert
- Tarmonbarry
- Tartaraghan
- Tassan
- Teelin
- Teemore
- Templeglantine
- Templemore
- Templeogue
- Templenoe
- Templepatrick
- Tempo
- Terenure
- Termon
- Termonfeckin
- Terryglass
- The Birches
- The Glen
- The Harrow
- The Rower
- The Swan
- Thomastown
- Thurles
- Ticknock
- Timahoe
- Timoleague
- Timolin
- Tinahely
- Tinryland
- Tinure
- Tipperary
- Tivoli
- Tobermore
- Togher
- Toome
- Toomevara
- Tooraneena
- Toorlestraun
- Toormakeady
- Tournafulla
- Tower
- Tragumna
- Tralee
- Tramore
- Trillick
- Trim
- Trory
- Tuam
- Tuamgraney
- Tubber (Clare)
- Tubber (Galway)
- Tubber (Offaly)
- Tubberclare
- Tubbercurry
- Tulla
- Tullaghan
- Tullahought
- Tullamore
- Tullow
- Tullyallen
- Tullyhogue
- Tullyhommon
- Tullylish
- Tullynacross
- Tullywiggan
- Tulrahan
- Tulsk
- Turloughmore
- Two-Mile Borris
- Tydavnet
- Tynagh
- Tynan
- Tyrrellspass
- Tunnagh

## U
- Union Hall
- Upper Ballinderry
- Upperchurch
- Upperlands
- Upton
- Urlingford
- Urris

## V
- Valleymount
- Ventry
- Vicarstown
- Victoria Bridge
- Villierstown
- Virginia

## W
- Walkinstown
- Walsh Island
- Waringsford
- Waringstown
- Warrenpoint
- Washing Bay
- Watch House Village
- Waterfall
- Waterfoot
- Waterford
- Watergrasshill
- Waterville
- Wellingtonbridge
- Wellpark
- Westport
- Wexford
- Whitechurch
- Whitecross
- Whitegate (Clare)
- Whitegate (Cork)
- Whitehall
- Whitehead
- Whitehouse (Antrim)
- Whitehouse (Tyrone)
- Whiterock
- Wicklow
- Williamstown
- Wilton
- Windgap
- Windy Arbour
- Woodenbridge
- Woodford
- Woodlawn

## Y
- Yellow Furze
- Youghal